# نهر كاراتال
نهر كاراتال (بالإنجليزية: Karatal River)‏ هو أحد أنهار جمهورية كازاخستان. ينبع من جبال جونغاريان ألاتو ويصب في بحيرة بالكاش. يبلغ طوله 390 كلم وتبلغ مساحة مسطحه المائي 19100 كلم مربع. أما نسبة التدفق فتبلغ 66.7 متر بالثانية.